# محمد القاسم
محمد القاسم (1 يناير 1970) هو لاعب رماية أردني. شارك في دورة الألعاب الأولمبية الصيفية عام 1996.